# Myristica brassii
Myristica brassii är en tvåhjärtbladig växtart som beskrevs av A. C. Smith. Myristica brassii ingår i släktet Myristica och familjen Myristicaceae. Inga underarter finns listade i Catalogue of Life.